# Stand Up Brigád
A Stand Up Brigád, korábbi nevükön BEEE Színpad, egy független humoristákból létrejött stand-up comedy társulat, mely fő céljának a pesti kabaré több mint 100 éves hagyományainak ápolását, a stand-up comedy fiatal tehetségeinek pályára segítését és szakmai támogatását tartja. Fellépőik között megtalálhatóak többek között a Showder Klub, a Comedy Central és a Magyar Rádió Rádiókabaréjának ismert előadói, a Magyar Rádió Humorfesztivál nyertes humoristái, valamint fiatal, feltörekvő előadók.

## A társulat története
2009 tavaszán Sas József , a Mikroszkóp Színpad igazgatójának felkérésére Varga Ferenc József, a színház színésze, és Ürmös Zsolt a színház kabarészerzője, tizenegy fiatal stand-up comedy-előadóval közösen színpadra állították a Szójjá Be!!! című stand-up comedy-estet, mely 2010 tavaszáig futott a kabarészínház színpadán. 2010 nyarán a humoristák Ardai Tamással, a Dumaszínház alapítójával közösen megalapították független stand-up comedy társulatukat, a BEEE Színpadot, és a Cotton Club Orfeum termében rendszeres stand-up comedy-estekbe kezdtek. A társulat 2011 szeptemberétől Stand Up Brigád néven folytatja működését. A Cotton Club mellett számos fővárosi és vidéki helyszínen is rendszeres stand-up comedy és kortárs kabaré esteket tartanak. Társulata 2013-tól a Bethlen Téri Színház-ban talál otthonra, ahol a színház vezetőségével közösen azt a célt tűzik ki, hogy megújítsák a többszereplős kabaré műfaját, újraélesztve a Kellér Dezső nevével fémjelzett, pesti Csikágó egykori legendás kabaréját.

### A társulat tagjai
- Aradi Tibor
- Beleznay Endre
- Erdei Sándor (humorista)
- Fülöp Viktor
- Gulyás Zoltán (meghalt 2020-ban)
- Gombos Tibor
- Gombos Szabolcs
- Kövesdi Miklós Gábor
- Markó Dániel
- Polgár Péter
- Somogyi András
- Szente-Veres Adrienne
- Szép Bence
- Szikra László
- Ürmös Zsolt
- Varga Ferenc József

### Vendégművészek
- Badár Sándor
- Galla Miklós
- Maksa Zoltán
- Ihos József
- Éles István
- Szőke András

## A társulat színházi estjei
- Szójjá be! - Mikroszkóp Színpad (2009)
- Dumakorzó - Mikroszkóp Színpad (2010)
- Mondjuk a magunkét - Mikroszkóp Színpad (2011)
- GEGmenők! - RS9 Színház (2012)
- Bethlen Téri Kabaré - Bethlen Téri Színház (2013)
- Egy bolond négyet csinál - Bethlen Téri Színház (2014)
- A hallgatás ÁFA - Bethlen Téri Színház (2016)
- Vigyázz, kész, kabaré! - KMO Művelődési Központ (2018)